# Elezioni regionali in Trentino-Alto Adige del 2023
Le elezioni regionali in Trentino-Alto Adige del 2023 si sono tenute domenica 22 ottobre; nella Provincia autonoma di Trento per il rinnovo del Consiglio provinciale e del Presidente di provincia, nella Provincia autonoma di Bolzano per il rinnovo del solo Consiglio provinciale (in quanto, in questo caso, il Presidente di provincia non è direttamente eletto dai cittadini).
È conseguentemente rinnovato altresì lo stesso del Consiglio regionale del Trentino-Alto Adige (che a sua volta elegge il Presidente di Regione), essendo questo la semplice somma dei Consigli delle due Province autonome.

## Provincia autonoma di Trento
Le elezioni provinciali del 2023 nella Provincia autonoma di Trento si sono tenute il 22 ottobre per eleggere il Presidente e il consiglio provinciale autonomo.

### Sistema elettorale
In Trentino, le elezioni si svolgono sulla base della normativa contenuta nella Legge provinciale nº 2 del 5 marzo 2003.
Nello specifico, essa prevede, per l’elezione diretta del Presidente della Provincia, che un candidato sia dichiarato vincitore (ed entri automaticamente nel Consiglio provinciale) qualora ottenga semplicemente il maggior numero di preferenze, secondo dunque il sistema maggioritario secco.
Per quanto riguarda, invece, l’elezione dei consiglieri provinciali, la distribuzione dei seggi ai partiti avviene con un sistema elettorale proporzionale con premio di maggioranza: Alla coalizione sostenente il presidente eletto, difatti, viene garantita di base la maggioranza assoluta dei seggi, cioè 18. Qualora, tuttavia, il presidente eletto ottenga almeno il 40% dei suffragi, ai suoi partiti vengono assegnati almeno i tre quinti dei seggi, cioè 21. Di contro, a garanzia delle minoranze, la coalizione vincente non può comunque controllare più dei sette decimi dell'assise, cioè 24 seggi.
All'interno delle singole coalizioni, o in ogni caso in quelle formazioni il cui risultato elettorale rispetti naturalmente le soglie predette, l'attribuzione dei seggi fra le liste dei singoli partiti avviene in base al metodo D'Hondt, e all'interno delle liste vengono proclamati eletti i candidati più votati.
Degne di nota, infine, sono la possibilità del voto disgiunto tra le elezioni e la presenza automatica, come membro dell'assise, anche del candidato più votato nel comprensorio dei Comuni ladini.

### Candidature

#### Unione Popolare
Filippo Degasperi, già consigliere provinciale, si candida l'8 marzo 2023 con una coalizione composta da Unione Popolare, Onda (movimento di Filippo Degasperi) e La me Val. La coalizione ha preso il nome di "Onda Popolare".

#### Centro-sinistra
Il 31 marzo 2023 il Partito Democratico (PD) annuncia la candidatura del sindaco di Rovereto Francesco Valduga, che ottiene anche il sostegno di Campobase di Lorenzo Dellai, Azione, Italia Viva, Alleanza Verdi e Sinistra, oltre a quello del movimento autonomista CasAutonomia.Eu, promosso da ex membri del Partito Autonomista Trentino Tirolese, contrari al sostegno al presidente uscente Fugatti, e della lista Fascegn. La coalizione ha preso il nome di "Alleanza Democratica Autonomista".

#### Democrazia Sovrana Popolare
Il 1º luglio 2023, nel corso di una conferenza tenutasi a Trento, il presidente onorario del Partito Comunista Marco Rizzo annuncia la propria candidatura con la lista Democrazia Sovrana Popolare.

#### Alternativa
Il 14 luglio Alternativa avvia la raccolta firme per la candidatura di Elena Dardo sostenuta da ex del M5S.

#### Centro-destra
Il 29 luglio 2023 la coalizione di centro-destra annuncia la ricandidatura del presidente uscente Maurizio Fugatti, sostenuto anche da Fratelli d’Italia (che accantona l’iniziale intenzione di correre in solitaria), Forza Italia, Lega e UdC. Alla coalizione si aggrega anche il Partito Autonomista Trentino Tirolese, che pone così fine a venticinque anni di alleanza col centro-sinistra e introduce nelle proprie liste anche candidati di Autonomisti Popolari e Progetto Trentino. Sarà presente, per la prima volta, anche una lista civica direttamente collegata al presidente e guidata dall'assessore al lavoro uscente Achille Spinelli oltre a La Civica e Fassa. La coalizione ha preso il nome di "Intesa per l'Autonomia".

#### Movimento 5 Stelle
Il 1º agosto il Movimento 5 Stelle ufficializza la candidatura di Alex Marini, consigliere provinciale uscente e coordinatore del M5S per il Trentino.

#### Alleanza per il Trentino
Il 18 agosto l'ex parlamentare leghista Sergio Divina annuncia la propria candidatura indipendente alla guida di un raggruppamento autonomista composto da Alternativa Popolare, Noi con Divina Presidente, Giovani per Divina Presidente. La coalizione ha preso il nome di "Alleanza per il Trentino".

### Esito
Maurizio Fugatti sostenuto dal centro-destra è risultato eletto presidente della provincia con il 51,82% dei voti.
L'affluenza è stata del 58,41% con un totale di 258.005 votanti, in calo rispetto al 64,05% delle precedenti provinciali. Sono stati eletti consiglieri i candidati presidente Francesco Valduga e Filippo Degasperi. Il presidente della provincia ne fa parte di diritto.

### Risultati

Percentuali dei candidati per comune e comunità di valle.

Percentuali dei partiti per comune e comunità comprensoriale.

|                                       | Maurizio Fugatti ✔️ Presidente | 129 758               | 51,82 | Lega                             | 30 347  | 13,05 | 5  |  |  |
| Fratelli d'Italia                     | Maurizio Fugatti ✔️ Presidente | 129 758               | 51,82 | 28 714                           | 12,35   | 5     |    |  |  |
| Noi Trentino per Fugatti Presidente   | Maurizio Fugatti ✔️ Presidente | 129 758               | 51,82 | 24 953                           | 10,73   | 4     |    |  |  |
| Partito Autonomista Trentino Tirolese | Maurizio Fugatti ✔️ Presidente | 129 758               | 51,82 | 19 011                           | 8,18    | 3     |    |  |  |
| La Civica                             | Maurizio Fugatti ✔️ Presidente | 129 758               | 51,82 | 11 285                           | 4,85    | 2     |    |  |  |
| Forza Italia                          | Maurizio Fugatti ✔️ Presidente | 129 758               | 51,82 | 4 708                            | 2,02    | –     |    |  |  |
| Fassa                                 | Maurizio Fugatti ✔️ Presidente | 129 758               | 51,82 | 2 018                            | 0,87    | 1     |    |  |  |
| Unione di Centro                      | Maurizio Fugatti ✔️ Presidente | 129 758               | 51,82 | 1 362                            | 0,59    | –     |    |  |  |
| Seggio del presidente                 | Seggio del presidente          | Seggio del presidente | 51,82 | 1                                |         |       |    |  |  |
|                                       | Francesco Valduga              | 93 888                | 37,50 | Partito Democratico del Trentino | 38 689  | 16,64 | 7  |  |  |
| Campobase                             | Francesco Valduga              | 93 888                | 37,50 | 19 553                           | 8,41    | 3     |    |  |  |
| Casa Autonomia.Eu                     | Francesco Valduga              | 93 888                | 37,50 | 9 968                            | 4,29    | 1     |    |  |  |
| Alleanza Verdi e Sinistra             | Francesco Valduga              | 93 888                | 37,50 | 7 565                            | 3,25    | 1     |    |  |  |
| Fascegn                               | Francesco Valduga              | 93 888                | 37,50 | 3 634                            | 1,56    | –     |    |  |  |
| Italia Viva                           | Francesco Valduga              | 93 888                | 37,50 | 3 399                            | 1,46    | –     |    |  |  |
| Azione                                | Francesco Valduga              | 93 888                | 37,50 | 3 302                            | 1,42    | –     |    |  |  |
| Seggio di coalizione                  | Seggio di coalizione           | Seggio di coalizione  | 37,50 | 1                                |         |       |    |  |  |
|                                       | Filippo Degasperi              | 9 533                 | 3,81  | Onda Civica Trentino             | 5 864   | 2,52  | –  |  |  |
| La Me Val - Primiero Vanoi Mis        | Filippo Degasperi              | 9 533                 | 3,81  | 1 204                            | 0,52    | –     |    |  |  |
| Unione Popolare                       | Filippo Degasperi              | 9 533                 | 3,81  | 1 088                            | 0,47    | –     |    |  |  |
| Seggio di coalizione                  | Seggio di coalizione           | Seggio di coalizione  | 3,81  | 1                                |         |       |    |  |  |
|                                       | Marco Rizzo                    | 5 651                 | 2,26  | Democrazia Sovrana Popolare      | 5 457   | 2,35  | –  |  |  |
|                                       | Sergio Divina                  | 5 558                 | 2,22  | Alternativa Popolare             | 2 261   | 0,97  | –  |  |  |
| Noi con Divina Presidente             | Sergio Divina                  | 5 558                 | 2,22  | 1 845                            | 0,79    | –     |    |  |  |
| Giovani per Divina Presidente         | Sergio Divina                  | 5 558                 | 2,22  | 642                              | 0,28    | –     |    |  |  |
|                                       | Alex Marini                    | 4 796                 | 1,92  | Movimento 5 Stelle               | 4 523   | 1,95  | –  |  |  |
|                                       | Elena Dardo                    | 1 205                 | 0,48  | Alternativa                      | 1 121   | 0,48  | –  |  |  |
| Totale                                | Totale                         | 250 389               | 100   |                                  | 232 513 | 100   | 35 |  |  |
|                                       |                                |                       |       |                                  |         |       |    |  |  |
| Voti non validi                       | Voti non validi                | 7 614                 | 2,95  |                                  |         |       |    |  |  |
| Votanti                               | Votanti                        | 258 003               | 58,41 |                                  |         |       |    |  |  |
| Elettori                              | Elettori                       | 441 723               |       |                                  |         |       |    |  |  |
|                                       |                                |                       |       |                                  |         |       |    |  |  |
| Fonte: Provincia Autonoma di Trento   |                                |                       |       |                                  |         |       |    |  |  |

1. ↑  Seggio riservato ai Comuni ladini.
2. ↑  Include candidati di Futura.
3. 1 2  La lista cede un seggio al candidato presidente.

#### Consiglieri eletti
| Consigliere          | Consigliere         | Lista                                        | Preferenze           |
| -------------------- | ------------------- | -------------------------------------------- | -------------------- |
|                      | Maurizio Fugatti    |                                              | Presidente           |
|                      | Francesco Valduga   |                                              | Candidato presidente |
|                      | Filippo Degasperi   |                                              | Candidato presidente |
|                      | Andrea de Bertolini | Partito Democratico del Trentino             | 2528                 |
| Michela Calzà        | 1447                | Partito Democratico del Trentino             |                      |
| Mariachiara Franzoia | 3366                | Partito Democratico del Trentino             |                      |
| Lucia Maestri        | 1750                | Partito Democratico del Trentino             |                      |
| Alessio Manica       | 2329                | Partito Democratico del Trentino             |                      |
| Francesca Parolari   | 1484                | Partito Democratico del Trentino             |                      |
| Paolo Zanella        | 3244                | Partito Democratico del Trentino             |                      |
|                      | Mirko Bisesti       | Lega Fugatti Presidente                      | 1964                 |
| Roberto Failoni      | 4283                | Lega Fugatti Presidente                      |                      |
| Roberto Paccher      | 2749                | Lega Fugatti Presidente                      |                      |
| Stefania Segnana     | 1683                | Lega Fugatti Presidente                      |                      |
| Giulia Zanotelli     | 2745                | Lega Fugatti Presidente                      |                      |
|                      | Daniele Biada       | Fratelli d'Italia                            | 1406                 |
| Claudio Cia          | 2016                | Fratelli d'Italia                            |                      |
| Carlo Daldoss        | 1624                | Fratelli d'Italia                            |                      |
| Francesca Gerosa     | 2780                | Fratelli d'Italia                            |                      |
| Christian Girardi    | 1488                | Fratelli d'Italia                            |                      |
|                      | Eleonora Angeli     | Noi Trentino per Fugatti Presidente          | 837                  |
| Antonella Brunet     | 927                 | Noi Trentino per Fugatti Presidente          |                      |
| Claudio Soini        | 1389                | Noi Trentino per Fugatti Presidente          |                      |
| Achille Spinelli     | 2342                | Noi Trentino per Fugatti Presidente          |                      |
|                      | Michele Malfer      | Campobase                                    | 1477                 |
| Chiara Maule         | 2819                | Campobase                                    |                      |
| Roberto Stanchina    | 1596                | Campobase                                    |                      |
|                      | Mario Tonina        | Partito Autonomista Trentino Tirolese - PATT | 2548                 |
| Maria Bosin          | 2138                | Partito Autonomista Trentino Tirolese - PATT |                      |
| Walter Kaswalder     | 1827                | Partito Autonomista Trentino Tirolese - PATT |                      |
|                      | Mattia Gottardi     | La Civica                                    | 2968                 |
| Vanessa Masè         | 2375                | La Civica                                    |                      |
|                      | Paola Demagri       | Casa Autonomia.Eu                            | 3784                 |
|                      | Lucia Coppola       | Alleanza Verdi e Sinistra                    | 909                  |

## Provincia autonoma di Bolzano
Le elezioni provinciali del 2023 nella Provincia autonoma di Bolzano si sono tenute il 22 ottobre per eleggere il consiglio provinciale autonomo.

### Sistema elettorale
In Alto-Adige, le elezioni si svolgono sulla base della normativa contenuta nella Legge provinciale nº 14 del 19 settembre 2017.
Nello specifico, essa prevede che i 35 membri del Consiglio provinciale altoatesino siano eletti con un sistema proporzionale “puro”, ovvero senza premio di maggioranza né soglia di sbarramento predeterminati: non essendo previsti accordi di coalizione pre-elettorali, ogni lista (che deve tuttavia avere tra i 12 e i 35 candidati, con l'obbligo di avere almeno 1/3 di nominativi di sesso opposto) concorre per conto proprio.
Non è prevista, a differenza del Trentino, l'elezione diretta del Presidente della Provincia, che è invece demandata al Consiglio tra i propri componenti.
A scrutinio ultimato, viene determinato il quoziente elettorale, dividendo il numero di voti validi per il numero dei consiglieri da eleggere, con l’aggiunta di due e arrotondando per eccesso il risultato se presenta una parte decimale (usando, cioè il “Quoziente di Imperiali” all’interno del Metodo del quoziente e dei più alti resti). Ogni volta che una lista supera il quoziente elettorale, ottiene un consigliere eletto.
Se il quoziente elettorale esprime più eletti di quanti effettivamente siano i seggi dell’assemblea, lo stesso viene aumentato sottraendo un’unità al divisore. Se invece gli eletti col primo quoziente non occupano tutti i posti disponibili, le vacanze vengono colmate computando le cifre dei voti residui di tutte le liste (comprese quelle che non hanno raggiunto il quoziente elettorale) e creando così un’ulteriore graduatoria. Se nel conteggio dei voti residui ci sono pareggi, prevale il candidato della lista con la maggiore cifra elettorale; se anche questo dato risulta in parità, si procede al sorteggio.
Un particolare meccanismo degno di nota, infine, tutela la rappresentanza della comunità di lingua ladina: i candidati di tale gruppo vengono computati tutti insieme (indipendentemente dalla lista di appartenenza) in un'apposita graduatoria, risolvendo gli eventuali pareggi con la priorità al soggetto più giovane. Il candidato primo classificato in questa graduatoria, che ha dunque il maggior numero di consensi individuali, viene eletto consigliere al posto dell'ultimo degli eletti della propria lista nel riparto ordinario.
Se invece nessuna delle liste che hanno superato il quoziente elettorale hanno al loro interno candidati ladini, il candidato con la cifra individuale più alta viene comunque eletto in Consiglio, togliendo un seggio alla lista con la cifra elettorale minore (se i seggi sono stati tutti assegnati al primo riparto) oppure subentrando all'eletto con la cifra elettorale minore (se è stato eseguito un secondo riparto).

### Esito
I risultati vedono un ulteriore arretramento della Südtiroler Volkspartei, che pur restando ampiamente il primo partito provinciale cala al di sotto dei 100.000 voti (pari a meno del 35% dei consensi) ed elegge 13 consiglieri contro i 15 della precedente legislatura; la "stella alpina" esprime comunque i due candidati più votati, ovvero il presidente uscente Arno Kompatscher e, a sorpresa, il medico Hubert Messner (fratello dell'alpinista Reinhold Messner), che distaccano ampiamente gli altri nomi, ivi compresi gli assessori uscenti. Al secondo posto si conferma il Team K, sebbene con oltre 10.000 voti in meno rispetto al 2018, che riducono il contingente di consiglieri eletti da 6 a 4. Al terzo posto, a sorpresa, si collocano gli indipendentisti della Süd-Tiroler Freiheit, in crescita di quasi il 5%, che raddoppiano la loro rappresentanza consiliare (da 2 a 4) e piazzano il capolista Sven Knoll ugualmente al terzo posto nelle preferenze personali. Seguono, a loro volta in decisa crescita, i Verdi, che confermano il contingente 3 consiglieri. Alle loro spalle si piazza Fratelli d'Italia, che pur quadruplicando i voti rispetto a 5 anni prima non ottengono un risultato particolarmente rimarchevole, passando da 1 a 2 consiglieri eletti. Alle loro spalle per poche centinaia di voti (ugualmente con 2 seggi vinti) esordisce la lista JWA, fondata dall'ex comandante degli Schützen Jürgen Wirth Anderlan sulla base di un programma populista imperniato su tematiche antivacciniste, di acrimonia verso i fenomeni migratori e di negazione del cambiamento climatico. Cala invece ulteriormente la destra indipendentista di Die Freiheitlichen, per molto tempo secondo partito provinciale, che perde circa 4.000 voti rispetto al 2018, ma conferma comunque 2 consiglieri. Resta abbastanza stabile il PD, che mantiene il singolo seggio del 2018 e supera la Lega, protagonista del calo di consenso più marcato (oltre l'8%), che passa da 4 a 1 solo consigliere. Riescono a entrare in Consiglio con un esponente a testa anche le liste Für Südtirol mit Widmann (fondata dall'ex esponente SVP e assessore provinciale Thomas Widmann, entrato in rotta col presidente Kompatscher), La Civica (che riunisce alcune liste già presentatesi a supporto della vincente candidatura di Dario Dal Medico a sindaco di Merano, unitamente a esponenti di Azione e Italia Viva) e Vita (movimento nazionale fondato dall'ex parlamentare del Movimento 5 Stelle Sara Cunial, con un programma fortemente imperniato sull'antivaccinismo). Non ottengono invece consiglieri le liste Movimento 5 Stelle, Centro Destra, Forza Italia e Enzian.
In virtù del risultato, la SVP, che da sempre governava appoggiandosi di volta in volta al solo partito "italiano" più votato, si trova per la prima volta costretta a cercare più di un alleato con cui formare una maggioranza: dopo alcune consultazioni, la scelta cade su Fratelli d'Italia (rompendo la "storica" incompatibilità tra il partito di raccolta e le formazioni discendenti dal Movimento Sociale Italiano), Lega, Die Freiheitlichen (portando per la prima volta una formazione di ispirazione indipendentista all'interno della giunta provinciale) e l'appoggio esterno de La Civica (il cui consigliere Angelo Gennaccaro ottiene la vicepresidenza del consiglio provinciale diverse deleghe al di fuori della giunta).

### Risultati
| Partito                            | Partito                                    | Risultati 22 ottobre 2023 | Risultati 22 ottobre 2023 | Risultati 22 ottobre 2023 | Seggi | Seggi   |
| Partito                            | Partito                                    | Voti                      | %                         | ±                         | Num   | ±       |
| ---------------------------------- | ------------------------------------------ | ------------------------- | ------------------------- | ------------------------- | ----- | ------- |
|                                    | Südtiroler Volkspartei                     | 97 099                    | 34,52                     | 7,36                      | 13    | 2       |
|                                    | Team K                                     | 31 203                    | 11,09                     | 4,14                      | 4     | 2       |
|                                    | Süd-Tiroler Freiheit                       | 30 585                    | 10,87                     | 4,93                      | 4     | 2       |
|                                    | Verdi–Grüne–Verc                           | 25 444                    | 9,05                      | 2,23                      | 3     | Stabile |
|                                    | Fratelli d'Italia                          | 16 751                    | 5,96                      | 4,24                      | 2     | 1       |
|                                    | JWA - Wirth Anderlan                       | 16 597                    | 5,90                      | Nuovo                     | 2     | Nuovo   |
|                                    | Die Freiheitlichen                         | 13 838                    | 4,92                      | 1,28                      | 2     | Stabile |
|                                    | Partito Democratico - Demokratische Partei | 9 707                     | 3,45                      | 0,35                      | 1     | Stabile |
|                                    | Für Südtirol mit Widmann                   | 9 647                     | 3,43                      | Nuovo                     | 1     | Nuovo   |
|                                    | Lega - Uniti per l'Alto Adige              | 8 545                     | 3,04                      | 8,04                      | 1     | 3       |
|                                    | La Civica                                  | 7 301                     | 2,60                      | Nuovo                     | 1     | Nuovo   |
|                                    | Vita                                       | 7 223                     | 2,57                      | Nuovo                     | 1     | Nuovo   |
|                                    | Movimento 5 Stelle                         | 2 087                     | 0,74                      | 1,60                      | 0     | 1       |
|                                    | Enzian                                     | 1 990                     | 0,71                      | Nuovo                     | 0     | Nuovo   |
|                                    | Forza Italia                               | 1 627                     | 0,58                      | 0,41                      | 0     | Stabile |
|                                    | Centro Destra                              | 1 601                     | 0,57                      | Nuovo                     | 0     | Nuovo   |
|                                    |                                            |                           |                           |                           |       |         |
| Iscritti                           | Iscritti                                   | 429 841                   | 100,00                    |                           |       |         |
| ↳ Votanti (% su iscritti)          | ↳ Votanti (% su iscritti)                  | 290 299                   | 67,54                     | 0,93                      |       |         |
| ↳ Voti validi (% su votanti)       | ↳ Voti validi (% su votanti)               | 281 245                   | 96,88                     |                           |       |         |
| ↳ Schede non valide (% su votanti) | ↳ Schede non valide (% su votanti)         | 9 054                     | 3,12                      |                           |       |         |
| ↳ Schede bianche (% su votanti)    | ↳ Schede bianche (% su votanti)            | 3 014                     | 1,04                      |                           |       |         |
| ↳ Schede nulle (% su votanti)      | ↳ Schede nulle (% su votanti)              | 6 040                     | 2,08                      |                           |       |         |
| ↳ Astenuti (% su iscritti)         | ↳ Astenuti (% su iscritti)                 | 139 542                   | 32,46                     |                           |       |         |

Fonte: Provincia Autonoma di Bolzano
1. ↑  Include candidati di Alleanza per Merano, Civica per Merano, Io sto con Bolzano, Azione e Italia Viva.
2. ↑  Supportato da Italexit
3. ↑  Include dissidenti della Lega.

#### Consiglieri eletti
| Consigliere            | Consigliere           | Lista                                      | Preferenze |
| ---------------------- | --------------------- | ------------------------------------------ | ---------- |
|                        | Arno Kompatscher      | Südtiroler Volkspartei                     | 58771      |
| Hubert Messner         | 30605                 | Südtiroler Volkspartei                     |            |
| Philipp Achammer       | 16812                 | Südtiroler Volkspartei                     |            |
| Peter Brunner          | 14375                 | Südtiroler Volkspartei                     |            |
| Rosmarie Pamer         | 12289                 | Südtiroler Volkspartei                     |            |
| Waltraud Deeg          | 10985                 | Südtiroler Volkspartei                     |            |
| Daniel Alfreider       | 10919                 | Südtiroler Volkspartei                     |            |
| Luis Walcher           | 10120                 | Südtiroler Volkspartei                     |            |
| Arnold Schuler         | 8340                  | Südtiroler Volkspartei                     |            |
| Franz Thomas Locher    | 7777                  | Südtiroler Volkspartei                     |            |
| Josef Noggler          | 6117                  | Südtiroler Volkspartei                     |            |
| Magdalena Amhof        | 5967                  | Südtiroler Volkspartei                     |            |
| Harald Strauder        | 5871                  | Südtiroler Volkspartei                     |            |
|                        | Paul Köllensperger    | Team K                                     | 15409      |
| Maria Elisabeth Rieder | 12496                 | Team K                                     |            |
| Franz Ploner           | 6950                  | Team K                                     |            |
| Alex Ploner            | 5993                  | Team K                                     |            |
|                        | Sven Knoll            | Süd-Tiroler Freiheit                       | 25290      |
| Myriam Atz Tammerle    | 8825                  | Süd-Tiroler Freiheit                       |            |
| Hannes Rabensteiner    | 4626                  | Süd-Tiroler Freiheit                       |            |
| Bernhard Zimmerhofer   | 4342                  | Süd-Tiroler Freiheit                       |            |
|                        | Brigitte Foppa        | Verdi–Grüne–Verc                           | 11772      |
| Madeleine Rohrer       | 6412                  | Verdi–Grüne–Verc                           |            |
| Zeno Oberkofler        | 4389                  | Verdi–Grüne–Verc                           |            |
|                        | Marco Galateo         | Fratelli d'Italia                          | 2993       |
| Anna Scarafoni         | 1641                  | Fratelli d'Italia                          |            |
|                        | Jürgen Wirth Anderlan | JWA - Wirth Anderlan                       | 14042      |
| Andreas Colli          | 4370                  | JWA - Wirth Anderlan                       |            |
|                        | Ulli Mair             | Die Freiheitlichen                         | 7883       |
| Andreas Leiter         | 5320                  | Die Freiheitlichen                         |            |
|                        | Sandro Repetto        | Partito Democratico - Demokratische Partei | 2703       |
|                        | Thomas Widmann        | Für Südtirol mit Widmann                   | 6928       |
|                        | Christian Bianchi     | Lega - Uniti per l'Alto Adige              | 3098       |
|                        | Angelo Gennaccaro     | La Civica                                  | 3190       |
|                        | Renate Holzeisen      | Vita                                       | 5446       |